# Società Mercurifera Monte Amiata
SMMA - Società Mercurifera Monte Amiata S.p.A. era una azienda italiana che operava nel settore minerario e siderurgico, estraendo e producendo mercurio dai giacimenti del Monte Amiata. Era l'unica società italiana che operava in questo settore.

## Storia
Nasce il 28 febbraio 1974 da EGAM, a seguito della crisi del comparto mercurifero, a causa della nocività ormai acclarata del minerale e della concorrenza dei produttori dell'Europa orientale, di Algeria, Filippine e Messico, per rilevare tutte le attività delle aziende che erano impegnate nell'estrazione di mercurio sull'Amiata, radunando sotto un'unica gestione statale le attività estrattive della zona, tra cui le miniere del Siele (Piancastagnaio, Castell'Azzara, Santa Fiora, a gestione privata), di Abbadia San Salvatore e del Morone (tutte di SMA S.p.A.) e di Bagnore (ex SMI-Edison). Si è creato così un polo minerario composto da 1.300 dipendenti, 40.000 bombole di mercurio all'anno e 7.5 miliardi di lire di fatturato.
Ma il piano di rilancio non decolla e dal 1976 scatta la cassa integrazione per buona parte dei lavoratori.
Con la messa in liquidazione di Egam e delle sue controllate, nel 1980, le sue attività vengono cedute a Samim S.p.A. (Eni) che nel 1982 rinuncia alla concessione e sospende le attività.